# Baiqongyr (Metro Almaty)
Baiqongyr (kasachisch Байқоңыр; russisch Байконур Baikonur) ist eine Metrostation der Metro Almaty. Sie wurde am 1. Dezember 2011 im Zuge des ersten Bauabschnitts der Metro eröffnet.

## Lage
Der Bahnhof liegt im westlichen Stadtbezirk Bostandyq und erstreckt sich unterirdisch in Ost-West-Richtung unter dem Abai-Prospekt. In der unmittelbaren Umgebung befindet sich das Zentralstadion und die Sätbajew-Universität.

## Beschreibung
Der Bahnsteig ist 104 m lang und 15,2 m breit. Es handelt sich um einen Mittelbahnsteig, von dessen westlichen Ende aus sich der einzige Aufgang zur Oberfläche befindet. Von dort führen Rolltreppen zuerst in ein Zwischengeschoss, von dem aus zwei Aufgänge auf jede Seite der Baitursynow-Straße führen.
Das Design der Metrostation ist angelehnt an das Kosmodrom Baikonur. Die Wände sind mit Metallpaneelen in den Farben Blau und Hellgrau verkleidet, die Böden sind mit grauem Granit ausgelegt. Am östlichen Ende des Bahnsteigs, von dem kein Aufgang hinaufführt, befindet sich eine LED-Wand mit Informationen und Werbung.